# 上高田
上高田（日语：／ Kami-takada */?）是東京都中野區的地名，下分一丁目至五丁目。2013年10月1日為止的人口有19,733人。郵遞區號164-0002。

## 地理
位於中野區東部。地域東部與新宿區中井、中落合之間以妙正寺川為界，東南部接新宿區上落合。北部與新宿區西落合之間大略以妙正寺川為界。南部與中野區東中野、中野之間以早稻田通為界。西部接中野區松丘、新井。町內以住宅為主。南部早稻田通沿線多寺院。

## 歷史
「上高田」的地名來自於江戶初期成立的多摩郡上高田村，現在的「上高田」是1960年至1967年町域重劃所確立。早稻田通沿線的寺町，在江戶時期屬中野村（1897年起屬中野町），不屬於上高田村與野方町（1889年與上高田村合併成立野方村）。

## 交通
町內有西武新宿線新井藥師前站。此外還可利用東京地下鐵東西線落合站，JR中央本線、都營地下鐵大江戶線東中野站，西武新宿線、都營地下鐵大江戶線中井站。

## 設施
- 中野區立上高田地域中心
- U18廣場上高田
- 東京消防聽中野消防署東中野出張所（特別消火中隊、救急隊無）
- 東亞學園高等學校
- 中野區立第五中學校
- 中野區立上高田小學校
- 中野區立白櫻小學校
- 萬昌院功運寺 - 吉良義央墓所
- 中野區立上高田運動設施（棒球場、網球場）
- 上高田郵便局

## 備註
1. ↑  .   [2013-10-09]. （原始内容存档于2015-06-10）.